# Eriastrum diffusum
Eriastrum diffusum là một loài thực vật có hoa trong họ Polemoniaceae. Loài này được (A.Gray) H.Mason mô tả khoa học đầu tiên năm 1945.